# Aeroportul Monte Caseros
Aeroportul Monte Caseros (IATA: MCS, ICAO: SARM) este un aeroport din Monte Caseros⁠(d), Departamento Monte Caseros⁠(d), Provincia Corrientes, Argentina ce deservește zona Monte Caseros⁠(d).
Situat la o altitudine de 53 m, aeroportul dispune de o singură pistă.